# Canh Chua

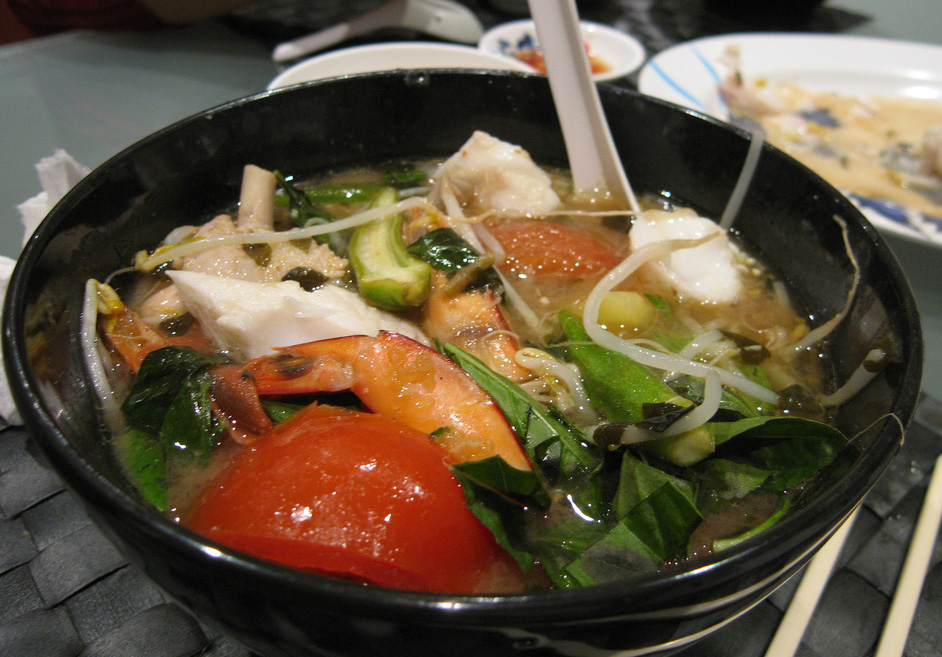

Canh chua é um nome genérico para sopa ácida no Vietname, cujo sabor é derivado do tamarindo, que é o principal condimento desta família de sopas. Normalmente associadas ao delta do Mekong, estas sopas são muitas vezes feitas com peixe ou camarão. 
A receita a seguir é duma sopa ácida de peixe, canh chua ca, cujos ingredientes não são muito diferentes de outras da mesma área. A sopa pode ser comida simples, ou ser misturada com arroz; o peixe a ser usado pode ser inteiro, ou apenas as cabeças (no caso de peixes grandes, como um atum ou uma garoupa) e, no caso do peixe ter muita carne, esta pode ser servida separadamente da sopa, juntamente com molho de peixe ou de malagueta, e ser comida enrolada em banh trang (pão-folha de arroz, típico do Vietname).
Começa-se por saltear chalotas, alho, pasta de tamarindo e a parte branca de plantas de chá-príncipe; junta-se o peixe e água e deixa-se ferver, baixando o lume para poder tirar a espuma e os pedaços de chá-príncipe, se não se pretende que eles aumentem o sabor da sopa. Acrescenta-se tomate, ananás, quiabo e bac ha (talos de Colocasia gigantea, ou inhame-do-vietname, que absorvem o excesso de tempero; caso não se encontre esta planta, podem usar-se talos de aipo). Quando o peixe e os vegetais estiverem cozidos, verifica-se o tempero e, se necessário, acrescenta-se molho de peixe (nuoc mam). Tira-se a sopa do lume e juntam-se rebentos de soja e ngo om (Limnophila aromatica) ou rau ram (Persicaria odorata ou coentro vietnamita), que dão um sabor especial, mas cozem muito rapidamente. 